# Nouvion-le-Vineux

Nouvion-le-Vineux este o comună în departamentul Aisne din nordul Franței. În 1 ianuarie 2022 avea o populație de 143 de locuitori.